# Messier 95
Messier 95 (M95 ili NGC 3351) je prečkasta spiralna galaksija u zviježđu Lavu. Galaksiju je otkrio Pierre Méchain 20. ožujka 1781. godine. Charles Messier ju je u katalog unio 4 dana kasnije kao 95. objekt.

## Svojstva
M95 je pripadnica grupa galaktika Lav I u zviježđu Lavu. Grupa se sastoji od između 8 i 24 galaktike na udaljenosti od 33 milijuna svjetlosnih godina. M95 se također nalazi na udaljenosti od 33 milijuna svj. godina. Njene prividne dimenzije od 7,3' x 4,4' odgovara stvarnim dimenzijama od 70.000 x 42.000 svj. godina Galaksije je svojim dimenzijama za trećinu manja od naše Mliječne staze. Prividni sjaj galaktike je magnitude + 9,7 što znači da je njen stvarni sjaj magnitude - 20,3. Sjaj M95 je upola manji od naše Mliječne staze.
Jezgra galaktike je okružena prstenastom regijom promjera 2000 svjetlosnih godina u kojoj se odvija formiranje zvijezda.
16. ožujka u galaksiji je otkrivena supernova SN 2012AW.

## Amaterska promatranja
Galaksija je zahvalna za amaterska promatranja jer se može lako uočiti njena struktura. Već se s 200 mm-skim teleskopom pod tamnim nebom može uočiti sjajna jezgra galaktike i prstenasta struktura oko nje. Vizualno, galaktika ima dimenzije od 2,5' x 2,5'.

## Vanjske poveznice
- (eng.) SEDS: NGC 3351
- (eng.) Revidirani Novi opći katalog
- (eng.) Izvangalaktička baza podataka NASA-e i IPAC-a
- (eng.) Astronomska baza podataka SIMBAD
- (eng.) VizieR